# Area statistica di Muscatine

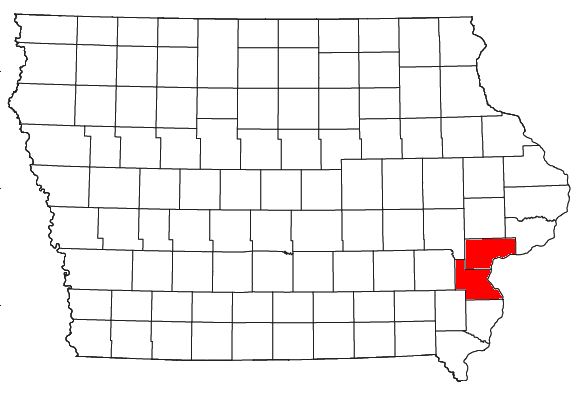
Localizzazione dell'area metropolitana

L'area statistica di Muscatine è un'area metropolitana degli Stati Uniti d'America che comprende la città di Muscatine nello stato dell'Iowa, oltre alle zone circostanti.
Fa parte dell'area combinata delle Quad Cities, la 90° in America.
L'area metropolitana di Muscatine ha una popolazione di 54.179 (stima 2009). L'area metropolitana, come definito dall'Ufficio per la gestione e il bilancio, si compone di due contee, tutte nell'Iowa. Oltre alle città principali, le contee consistono principalmente di comunità rurali, la maggior parte delle quali hanno una popolazione inferiori ai 1 000 abitanti.

## Contee
- Contea di Muscatine
- Louisa

## Città principali
- Muscatine (22 988 abitanti)
- West Liberty (3 736 abitanti)

## Demografia
Al censimento del 2000, risultarono 53,905 abitanti, 20,366 nuclei familiari e 14,599 famiglie residenti nell'area metropolitana. La composizione etnica dell'area è 91.44% bianchi, 0.62% neri o afroamericani, 0.28% nativi americani, 0.68% asiatici, 0.02% isolani del Pacifico, 5.71% di altre razze e 12.08% ispanici e latino-americani.
Il reddito medio di un nucleo familiare è di $40,445 mentre per le famiglie è di $46,173. Gli uomini hanno un reddito medio di $33,811 contro $23,439 delle donne. Il reddito pro capite dell'area è di $18,635.
| Area metropolitana di Muscatine Popolazione |                |
| 1990                                        | 48.861         |
| 2000                                        | 53.905         |
| 2009                                        | 54.179 (stima) |